# Diprotodontidae
De Diprotodontidae zijn een familie van grote buideldieren, die verwant zijn aan de hedendaagse wombats.
Vertegenwoordigers van de Diprotodontidae leefden van het Oligoceen tot in het Pleistoceen (ongeveer 28 miljoen tot 11.000 jaar geleden) in Australië en op Nieuw-Guinea. De naamgever van de groep is Diprotodon. De Nieuw-Guinese diprotodonten behoren tot de onderfamilie Zygomaturinae. Ze waren met een lengte tot ongeveer anderhalve meter en een gewicht tussen de honderd en driehonderd kilogram kleiner dan hun Australische verwanten.

## Genera
- Bematherium
- Diprotodon
- Euowenia
- Euryzygoma
- Hulitherium
- Kolopsoides
- Kolopsis
- Maokopia
- Meniscolophus
- Nototherium

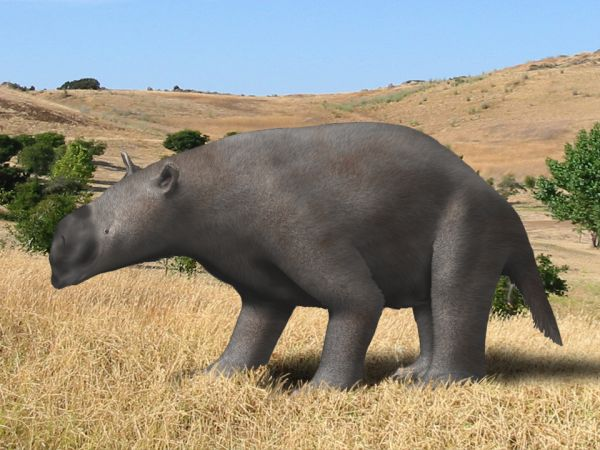
Pyramios
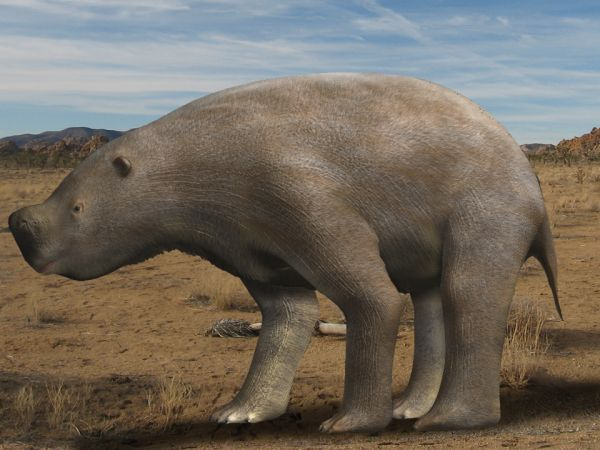
Nototherium
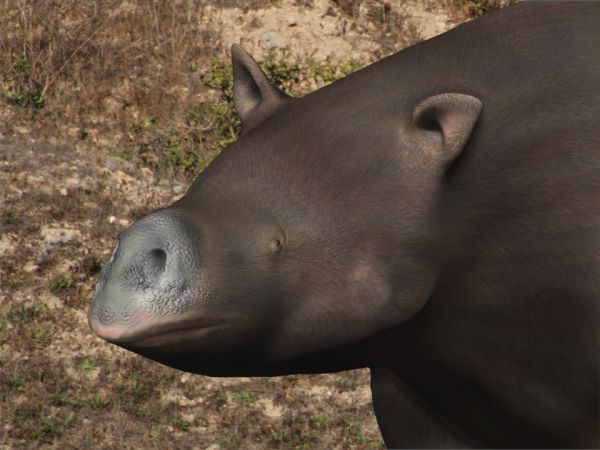
Euryzygoma
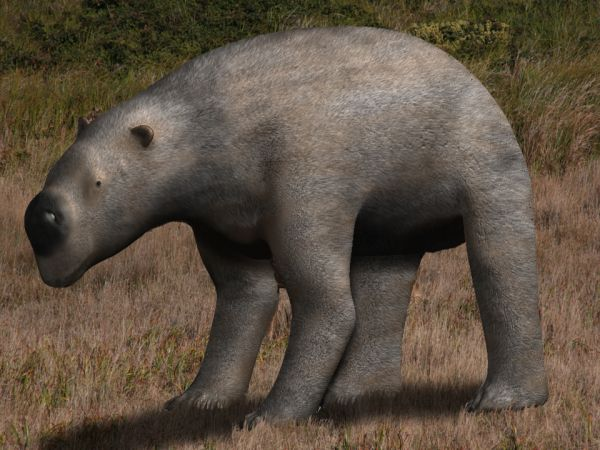
Diprotodon

- Sthenomerus
- Zygomaturus

- Pyramios
- Nototherium
- Euryzygoma
- Diprotodon